# Huber Matos

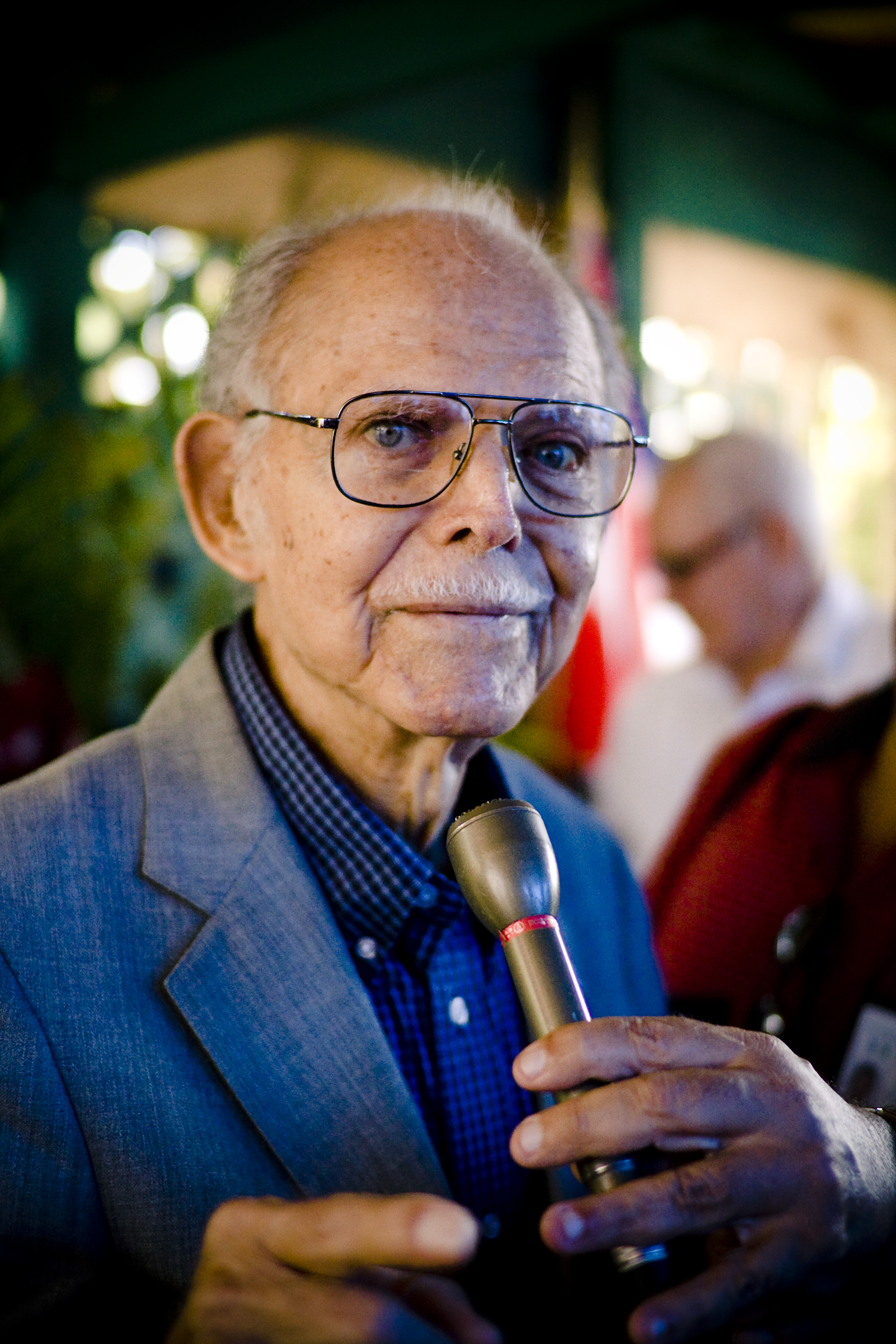
Huber Matos

Huber Matos Benítez, född 26 november 1918 i Yara i Granma i Kuba, död 27 februari 2014 i Miami i Florida, var en kubansk dissident. Tillsammans med Fidel Castro var han en av de mest aktiva i den kubanska revolutionen, men fängslades 1959 sedan han kritiserat den nya regimen och sändes efter avtjänat straff i exil i USA, där han blev en av det exilkubanska samfundets mest färgstarka kritiker.
Efter revolutionens seger blev han en av Fidel Castros första offer, och fängslades samma år efter att ha hållit en serie tal där han varnade för ökade kommunistiska influenser inom den revolutionära regeringen. Bland annat motsatte han sig utfrysningen av Manuel Urrutia Lléo till förmån för kommunistpartiet PSP:s Osvaldo Dorticós Torrado (PSP hade under inbördeskriget stött Batistaregimen, vilket spätt på misstro även inom vänsteroppositionen). Efter en rättegång där åklagaren förespråkat dödsstraff dömdes Matos, enligt uppgift efter Castros ingripande, till 20 års fängelse, varav sju avtjänades på Isla de la Juventud, där bröderna Castro avtjänat sina straff 1953-1954 efter attacken på Moncadakasernen den 26 juli 1953. Matos hävdade senare att han utsatts för systematisk tortyr under tiden i fångenskap som bland annat gjort honom steril. 1979, efter frigivningen, deporterades Matos till USA. Han spenderade resten av sitt liv i USA och Costa Rica, där han förblev en av regimens mest ihärdiga kritiker till sin död.